# مطار فريتاون الدولي
مطار فريتاون الدولي (إياتا: FNA - إيكاو: GFLL) هو مطار دولي يخدم فريتاون عاصمة سيراليون في غرب إفريقيا، وهو المطار الدولي الوحيد في سيراليون.
تم التخطيط لإنشاء مطار دولي أكبر وأحدث ليحل محل مطار فريتاون الحالي، ولكن تم إلغاء هذا المشروع في أكتوبر 2018 بعد تغيير الحكومة. آنذاك صرح وزير الطيران أنهم سيعملون على تجديد المطار الحالي بدلاً من بناء آخر جديد، وسيتم دراسة إمكانية بناء جسر لربط المطار بشكل أفضل مع مدينة فريتاون. وقد أعلن الرئيس سيراليون عن مشروع جسر لونجي خلال عام 2019.

## شركات الطيران

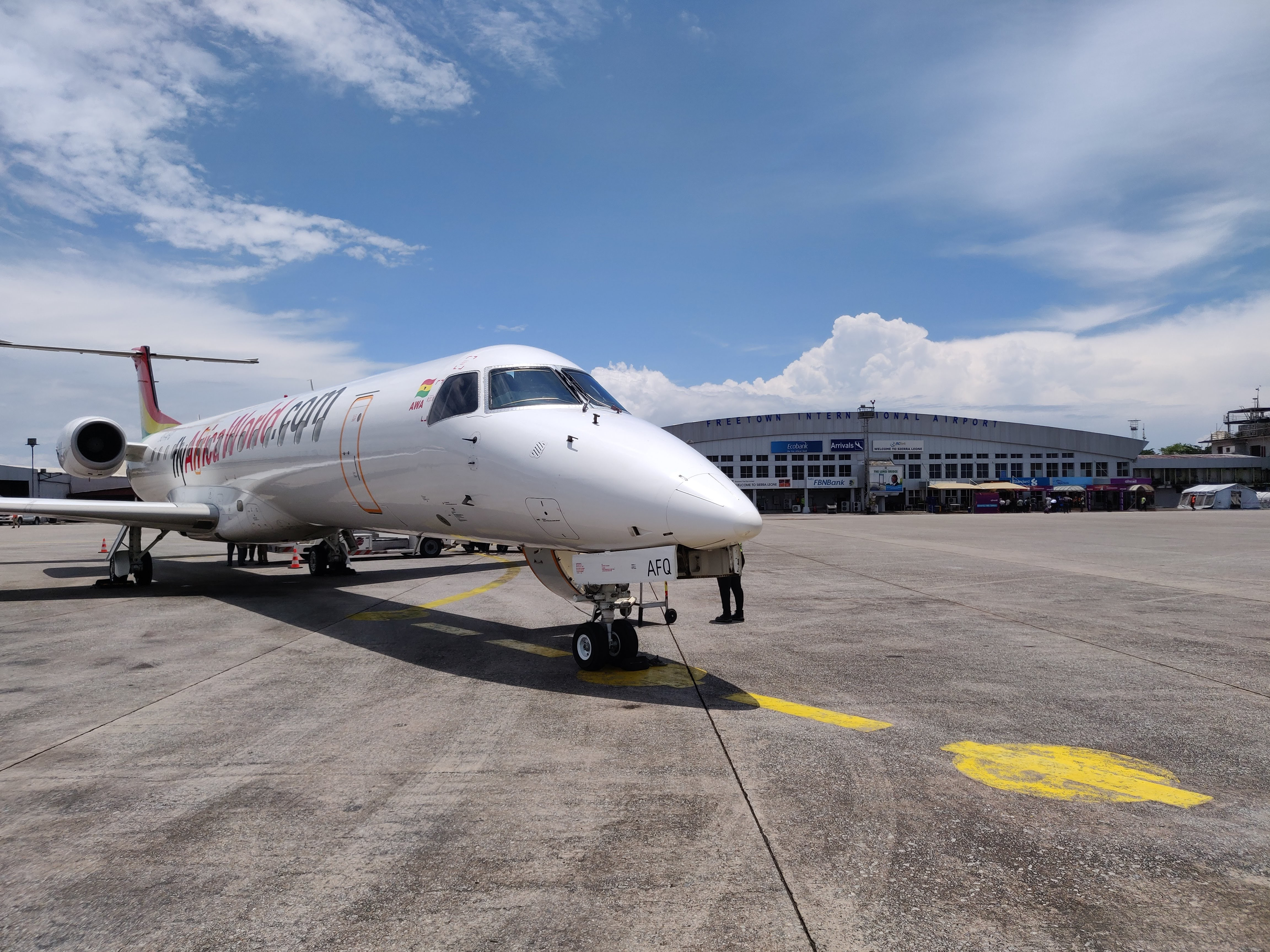
مطار فيرتاون

| شركـات طيـران           | الوجهات                                           |
| ----------------------- | ------------------------------------------------- |
| الخطوط الجوية الفرنسية  | مطار كوناكري الدولي، مطار باريس شارل ديغول        |
| إير بيس                 | مطار مورتالا محمد الدولي                          |
| الخطوط الجوية السنغالية | مطار بانجول الدولي، مطار بليز دياغني الدولي       |
| أسكاي                   | مطار كوتوكا الدولي، مطار بانجول الدولي، مطار لومي |
| خطوط بروكسل الجوية      | مطار بروكسل الدولي، مطار روبرتس                   |
| الخطوط الجوية الكينية   | مطار كوتوكا الدولي، مطار جومو كينياتا الدولي      |
| الخطوط الملكية المغربية | مطار محمد الخامس الدولي                           |
| الخطوط الجوية التركية   | مطار إسطنبول الدولي، مطار واغادوغو                |